# Automated Payment Transaction Tax

L’Automated Payment Transaction (APT) Tax consiste en un impôt à (faible) taux unique prélevé sur toutes les transactions. La taxe est automatiquement calculée et prélevée lors du règlement électronique de la transaction par le système de paiements.
L'APT Tax a d'abord été proposée à Buenos Aires lors de la conférence de l'Institut international de finance publique (en) par Edgar L.Feige en 1989 et une version améliorée de la proposition a été publiée dans Economic Policy (en) en 2000. Il s'agit d'une généralisation de la taxe de Keynes, de la taxe Tobin et des idées de Lawrence Summers, c'est-à-dire taxer l'assiette fiscale la plus large possible au taux d'imposition le plus bas possible
Afin de s'assurer que les transactions en espèces sont également imposées, le système APT propose d'exiger une taxe sur les devises qui entrent et sortent du système bancaire. D'autre part, afin de décourager l'évasion fiscale en espèces, la taxe APT propose un taux d'imposition plus élevé sur l'argent en espèce : en effet, les espèces peuvent être utilisés plusieurs fois pour différentes transactions entre les moments où elles sortent et où elles rentrent dans le système bancaire.